# NGC 6722
NGC 6722 (również PGC 62722) – galaktyka spiralna (Sb), znajdująca się w gwiazdozbiorze Pawia. Odkrył ją John Herschel 8 czerwca 1836 roku.
W galaktyce tej zaobserwowano supernową SN 2008fa.